# Беатриса Альбонська
Беатриса I (фр. Béatrice d'Albon; 1161 — 16 грудня 1228) — дофіна В'єннська, графиня Альбонська, Браянсонська, Гренобльська і Ойзанська у 1162—1228 роках.

## Життєпис
Походивла з Альбонського дому. Донька Гіга V, графа Альбонського і дофіна В'єннського, та Беатриси Монферратської. Народилася 1161 року. Вже 1162 року після смерті батька успадкувала родинні володіння. Втім через малий вік регенткою стала її бабуся Клеменція-Маргарита Бургундська. 1164 року її чоловіком стає Альберік, син Раймунда V, графа Тулузи. Того ж року після смерті бабусі регентом стає Альфонс, брат останнього.
1171 року перебрала владу. Втім керування здійснював Альберік і його стрийко. Він помер 1183 року. Того ж року вийшла заміж за Гуго III, герцога Бургундії. Останній до 1185 року фактично перебрав владу в Гренобльському графстві.
Основну увагу приділяла підтримці монастирів в своїх графствах, дотримання мирних стосунків із сусідами, а також єпископами, та вихованням дітей. 1192 року помирає її чоловік. 1202 року вийшла заміж за Гуго I, сеньйора Коліньї. Померла 1228 року у м.Візій. Їй спадкував син Гіг VI Андре.

## Родина
1 Чоловік — Альберік, син Раймунда V, графа Тулузького
дітей не було
2 Чоловік — Гуго III, герцог Бургундії
Діти:
- Гіг (1184—1237), граф Альбон, Гренобль, дофін В'єннський
- Матильда (1190—1242), дружина Жана I, графа Шалона
- Маргарита (д/н—1243), дружина Амадея IV, графа Савойського

3 Чоловік — Гуго I, сеньйор Коліньї
Діти:
- Беатриса, дружина барона Альбера III де Ла-Тур-дю-Пін